# Antonia Trichopoulou
Antonia Trichopoulou (en griego: Αντωνία Τριχοπούλου; n. Atenas, 1938) es una epidemióloga de la nutrición, especializada en el estudio de los efectos en la salud de la dieta mediterránea. Apodada como «la madre de la Dieta Mediterránea»,[cita requerida] Trichopoulou es profesora emérita de la Facultad de Medicina de la Universidad de Atenas y presidenta de la Hellenic Health Foundation. Ha publicado más de 900 artículos científicos y fue presidenta de la Federación de Sociedades Europeas de Nutrición (FENS). Por sus contribuciones, fue elegida en diciembre de 2021 miembro de pleno derecho de la Academia de Atenas en la Cátedra de «Ciencias Médicas: Epidemiología y Salud Pública». En 2003, el presidente de la República griega le concedió la Cruz de Oro de Honor.

## Biografía
Trichopoulou nació en Atenas, Grecia, en 1938. En 1961, se graduó como doctora en la Facultad de Medicina de la Universidad de Atenas. En 1963, recibió su título de la Escuela de Salud de Atenas y en 1965 completó la especialidad de biopatología (microbiología). Obtuvo su doctorado en medicina de la Universidad de Atenas.
Su difunto esposo fue Dimitrios Trichopoulos, epidemiólogo del cáncer.

## Carrera profesional
En 1976, Trichopoulou se convirtió en profesora de medicina en la Universidad de Atenas, en el campo de la química biológica. Fue nombrada profesora de nutrición y bioquímica en la Escuela de Salud Pública de Atenas en 1977 y ejerció como Decana de la Escuela de 1985 a 1987.
En 1994 obtuvo el título de profesora adjunta de nutrición en la Escuela de Salud Pública de Harvard, Boston (EE. UU.). Durante su carrera en la Escuela de Salud Pública de Atenas (1990–1999) y luego en el Laboratorio de Higiene y Epidemiología de la Universidad de Atenas (2000–2019), dirigió el Centro Colaborador de Nutrición de la Organización Mundial de la Salud.
En 2006, cofundó la fundación sin fines de lucro Hellenic Health Foundation, de la que es presidenta desde 2014. Por sus contribuciones, fue elegida en diciembre de 2021 miembro de pleno derecho de la Academia de Atenas en la Cátedra de «Ciencias Médicas: Epidemiología y Salud Pública».
La investigación de Trichopoulou se centra principalmente en la nutrición y, en particular, en la dieta mediterránea. Desarrolló la primera puntuación estandarizada para la adherencia a la dieta mediterránea tradicional, la Puntuación de la Dieta Mediterránea (MDS por sus siglas en inglés, Mediterranean Diet Score). El MDS, o sus variaciones, se ha utilizado en cientos de estudios que evalúan los efectos en la salud de la adherencia a la dieta mediterránea en todo el mundo.
Aparte de sus manuscritos publicados y sus compromisos en varios organismos científicos, también ha discutido su trabajo en entrevistas y podcasts.

## Premios y honores
Trichopoulou ha recibido varios premios y honores, entre los cuales:
- Cruz Dorada de Honor, por el presidente de la República Griega, 2003[11]
- Premio a su destacada trayectoria como nutricionista, por la Federación de Sociedades Europeas de Nutrición (FENS), 2011[11]
- Miembro de pleno derecho, Cátedra de Ciencias Médicas: Epidemiología y Salud Pública, Academia de Atenas, 2021